# Baby Love (film 2008)
Baby Love è un film del 2008 diretto da Vincent Garenq.
Il film è uscito nelle sale cinematografiche italiane il 19 dicembre 2008.

## Trama
La vicenda narra la vita apparentemente idilliaca di una coppia di gay francesi, uno medico pediatra, l'altro avvocato, vivono la loro storia d'amore senza problemi e tutto sembra filare liscio se solo Manu, il medico, non raccontasse al compagno del suo disperato bisogno di divenire padre. La coppia si rompe poiché l'avvocato non ha intenzione di diventare padre ed esorta il compagno ad aprire gli occhi sulla possibilità di avere un figlio, vista la condizione di omosessuale.
Contrariamente al discorso fatto con il compagno Manù decide di tentare l'adozione ma l'assistente sociale incaricato di un sopralluogo, da una foto scampata alla "bonifica" di casa per non far trapelare la sua omosessualità, fa naufragare il sogno di Manù mettendo fine alla strada dell'adozione. L'incontro con la bella Finà, argentina a Parigi per realizzare le sue ambizioni lavorative, diventa un mezzo per arrivare al tanto ambito sogno di cullare un bebè. Non sembrerebbe esserci nessun problema, passata una prima reazione molto turbata di Finà che, costretta ad appoggiarsi a Manù per problemi con l'ufficio immigrazione, man mano si innamora del medico e decide di far lui il più bel regalo: diventare la madre di suo figlio.
I problemi però non sono finiti: l'avvocato si rifà una vita e Manù scopre di essere sterile e quindi chiede all'ex compagno, ormai in un'altra relazione, di prestar lui il suo seme per non distruggere questo desiderio così forte. Aiutati da un'amica medico di Manù i due procedono all'inseminazione artificiale. Ne segue il matrimonio tra Finà e Manù, come da accordo fra i due, che rimane incinta e che soffre di gelosia nel vedere che il "marito" ancora ama alla follia l'ex compagno. Ne nasce una lotta tra la fresca sposina e il compagno di una vita dove chi vince è l'avvocato.
Alla fine Finà partorirà una bimba e la affiderà al padre ed al suo compagno, tornato sui suoi passi, chiedendo loro di non cercarla più decidendo di abbandonare la piccola e l'uomo di cui è innamorata e che non potrà mai avere. Il film finisce con i due papà che, una volta rintracciata la mamma, vanno a prenderla all'uscita del lavoro lasciando intendere che forse una famiglia con due papà ed una mamma è in qualche modo possibile se lo si vuole davvero.